# Man of La Mancha
Man of La Mancha és un musical amb llibret de Dale Wasserman, lletres de Joe Darion i música de Mitch Leigh. Està adaptat del telefilm de 1959 (no musical) I, Don Quixote escrit per Wasserman, alhora inspirat en la novel·la del segle xvii Don Quixot, de Miguel de Cervantes. Narra la història del cavaller boig Don Quixot, com una obra dins d'una obra, interpretada per Cervantes i els seus companys presoners mentre que espera ser interrogat per la Inquisició.
La producció original de Broadway de 1965 es representà 2.328 funcions i guanyà 5 Premis Tony. Des de llavors ha tingut 4 revivals a Broadway, esdevenint un dels clàssics del teatre musical.
La cançó principal, "The Impossible Dream", s'ha convertit en un tema clàssic. El musical s'ha representat en diversos països, amb produccions en alemany, hebreu, japonès, islandès, gujarati, uzbek, hongarès, eslovè, swahili, finès, ucraïnès i nou variants d'espanyol.

## Història
Man of La Mancha començà com un teleteatre no musical escrit per Dale Wasserman pel DuPont Show of the Month de la CBS. Estava protagonitzat per Lee J. Cobb, Colleen Dewhurst (que substituí a Viveca Lindfors) i Eli Wallach, i va ser realitzat no en un teatre, sinó que en un plató. A DuPont Corporation no li agradà el títol "Man of La Mancha", car suposà que l'audiència no sabria que volia dir exactament "La Mancha", posant un nou títol, I, Don Quixote. L'obra va ser emesa el 9 de novembre de 1959, amb una audiència estimada de 20 milions d'espectadors.
Anys després de l'emissió televisiva, i després que sense èxit s'hagués pensat a convertir-la en una obra per Broadway, el director Albert Marre trucà a Wasserman, suggerint-li convertir-la en un musical. Mitch Leigh va ser el compositor triat, que escollí a Carlyle W. Hall perquè li fes les orquestracions (tot i que s'ha dit en molts llocs que va ser Leigh). L'orquestració va ser molt estranya per aquella època, car l'orquestra no tenia instruments de corda, llevat de contrabaix, sinó que en canvi usava metalls, fustes, percussió i guitarres de flamenc.
Les lletres originals van ser escrites pel poeta W. H. Auden, però les seves lletres van ser descartades, car algunes van ser considerades com a massa satíriques i colpidores, atacant a vegades la burgesia. Les lletres d'Auden van ser substituïdes per les de Joe Darion.

## Produccions
El musical va ser interpretat per primera vegada a la Goodspeed Opera House de Connecticut el 1965. Havia d'haver estat protagonitzat per Rex Harrison, però les exigències del musical eren excessives per a ell. Després de 21 prèvies, el musical es traslladà a l'ANTA Washington Square Theatre de Greenwich Village el 22 de novembre de 1965, fins que el 20 de març de 1968 es traslladà al Martin Beck Theatre de Broadway, després a l'Eden Theatre el 3 de març de 1971 i, finalment, al Mark Hellinger Theatre el 26 de març de 1971, representant-se un total de 2.329 funcions durant la seva estada original de Broadway. Va estar dirigit per Albert Marre.
Richard Kiley va guanyar el Premi Tony per la seva interpretació de Cervantes/Don Quixot a la producció original, i va elevar-lo a la categoria d'estrella. Va ser substituït per Jose Ferrer i, aquest per David Atkinson. La resta del repartiment incloïa a Irving Jacobson (Sancho), Ray Middleton (Innkeeper), Robert Rounseville (The Padre) i Joan Diener (Aldonza). John Cullum, José Ferrer, Hal Holbrook i Lloyd Bridges també interpretaren a Cervantes/Don Quixot durant la producció original.
El musical es realitzava en un únic decorat que suggeria una masmorra. Tots els canvis de localització es creaven mitjançant alteracions en la il·luminació, amb l'ús de coses que hi havia pel terra de la masmorra, i fent ús de la imaginació del públic. Les produccions més recents, però, han afegit més escenografia.
La producció original del West End va ser al Piccadilly Theatre, estrenant-se el 24 d'abril de 1968, i representant-se en 253 funcions. Estava protagonitzada per Keith Michell, amb Joan Diener reprenent el seu paper original i Bernard Spear com Sancho.
L'obra ha gaudit de quatre revivals a Broadway:
- 1972 – amb Richard Kiley com Cervantes/Quixot, representant-se en 40 funcions
- 1977 – amb Richard Kiley com Cervantes/Quixot, Tony Martinez com Sancho Panza i Emily Yancy com Aldonza/Dulcinea, representant-se en 124 funcions
- 1992 – amb Raúl Juliá com Cervantes/Quixot i Sheena Easton com Aldonza/Dulcinea, representant-se en 108 funcions
- 2002 – amb Brian Stokes Mitchell com Cervantes/Quixot, Mary Elizabeth Mastrantonio com Aldonza/Dulcinea i Ernie Sabella com Sancho Panza, representant-se en 304 funcions. Marin Mazzie va agafar el paper de Dulcinea/Aldonza l'1 de juliol de 2003.

Hal Linden interpretà don Quixot durant la gira pels Estats Units de 1988, i Robert Goulet a la gira de 1997-98.
A la pel·lícula de 1972, el paper titular va ser interpretat per Peter O'Toole (sent doblat a les cançons per Simon Gilbert), James Coco era Sancho i Sophia Loren interpretà a Aldonza.

## Sinopsi

### Primer Acte
Segle XVI. El fracassat actor-autor-soldat i cobrador d'impostos Miguel de Cervantes ha estat tancat a una masmorra per la Inquisició, juntament amb el seu criat. Han estat acusats d'executar una hipoteca a un monestir. Porten totes les seves possessions a la masmorra. Allà, són atacats per la resta de presoners, que inicien una simulació d'un judici. Si Cervantes és considerat culpable, haurà de lliurar totes les seves possessions. Cervantes està d'acord, excepte per un manuscrit que els presos volen llançar al foc. Demana que se'l permeti defensar-se, i la seva defensa serà una obra, on actuaran ell i la resta de presoners. El "jutge", un criminal simpàtic anomenat "el Governador", està d'acord.
Cervantes agafa maquillatge del seu bagul, i el criat l'ajuda a vestir-se. En pocs moments, Cervantes s'ha transformat en Alonso Quijano, un vell hidalgo que ha llegit tants llibrer de cavalleria i ha pensat tant sobre la injustícia que se li capgira el cervell i ara creu que ha de sortir i marxar com a cavaller errant. Quijano es bateja a si mateix com a Dom Quixot de la Mancha, i surt a la recerca d'aventures amb el seu "escuder", Sancho Panza. (Man of La Mancha (I, Dom Quixote))
Dom Quixot adverteix a Sancho que la parella sempre estaran en perill de ser atacats per l'enemic mortal de Dom Quixot, un malvat bruixot anomenat L'Encantador. De cop i volta veu un molí de vent. Veu com es mouen les aspes d'un molí, el confon per un gegant de quatre braços, l'atacant i rep una bona batacada. Creu que sap perquè ha estat derrotat: perquè encara no ha estat pròpiament armat cavaller. A la llunyania creu veure un castell (tot i que en realitat és un hostal). Ordena a Sancho que anunciï la seva arribada bufant la seva corneta, i els dos es dirigeixen cap allà.
Cervantes proposa a alguns presoners que assumeixin els papers de criada a temps parcial i prostituta Aldonza i d'alguns arriers, que li fan proposicions. Ella es defèn amb sarcasmes (It's All The Same), tot i que finalment es digna a acceptar a Pedro, el seu cap, que li paga per avançat.
Dom Quixot entra amb Sancho, molest perquè no ha estat anunciat per un nan. L'Hostaler (interpretat pel Governador), els tracta amb simpatia i humor, però quan Dom Quixot veu a Aldonza, creu que es tracta de la dama Dulcinea, a la que ha jurat lleialtat eterna (Dulcinea). Aldonza, acostumada a ser tractada bruscament, queda bocabadada i després molesta davant el tractament estrany que li fa.
Mentrestant, Antonia (la neboda de Quijano) ha anat amb la majordoma a veure el mossèn. Però aquest sàviament s'adona que les dues dones s'amoïnen més per la vergonya que passaran elles que no pas per la bogeria del cavaller. (I'm Only Thinking of Him)
El fiscal, un cínic anomenat "El Duc", és l'escollit per Cervantes per interpretar al Batxiller Sanson Carrasco, el promès d'Antonia, un home cínic i egoista com el presoner que l'interpreta. Carrasco està molest per la perspectiva de tenir un boig a la seva nova família, però el mossèn el convenç que serà un repte digne de les seves habilitats per curar el seu futur oncle, així que el mossèn el fa tornar a casa a Dom Quixot (I'm Only Thinking of Him [Reprise]).
De tornada a l'hostal, Sancho dona una carta a Aldona de part de Dom Quixot, demanant-li el seu favor i demanant-li una penyora. Aldona llença un drap vell a Sancho, però per a Dom Quixot és un mocador de seda. Aldona pregunta a Sancho perquè segueix a Dom Quixot, i aquest respon que l'estima (I Really Like Him). Sola, després, Aldonza es preguntà que vol ell d'ella (What Do You Want of Me?). Al camp, els arriers se'n riuen de nou d'ella (Little Bird, Little Bird). Pedro prepara una cita per a després amb Aldonza.
Arriben el capellà i el batxiller Carrasco, però no poden raonar amb Dom Quixot, qui de cop i volta veu un barber que porta el seu cossi d'afaitar al cap per protegir-se del sol (The Barber's Song). Dom Quixot li arrenca a punta d'espasa, creient que es tracta del miraculós "Elm daurat de Mambrino", que el farà invulnerable (Golden Helmet of Mambrino).

### Segon Acte
El batxiller Carrasco i el mossèn marxen, i el mossèn està impressionat per com Dom Quixot veu la viuda i es pregunta si val la pena curar-lo To Each His Dulcinea).
Mentrestant, Dom Quixot demana a l'hostaler si el faria cavaller. L'hostaler està d'acord, però primer, Dom Quixot ha de passar tota la nit en vigília amb l'armadura. Dom Quixot demana ser portat a la capella per fer la seva vigília, però l'hostaler troba l'excusa perfecta: estan arreglant la capella. Així que Dom Quixot decideix passar la vigília al pati. Mentre que ho fa, Aldonza, mentre que es dirigeix a trobar-se amb Pedro, finalment s'enfronta a ell, però Dom Quixot gentilment li explica per què es comporta com ho fa (The Impossible Dream). Pedro entra, furiós per l'espera, i pega a Aldona. Enrabiat, Dom Quixot es baralla amb ell i amb la resta d'arriers (The Combat). Dom Quixot no té cap mena d'habilitat marcial, però té sort i decisió, i amb l'ajut d'Aldonza (que ara simpatitza amb ell) i de Sancho, aconsegueix deixar sense sentit els arriers. Però el soroll ha despertat l'hostaler, que entra i diu a Dom Quixot que haurà de marxar. Dom Quixot es disculpa pels problemes, però recorda a l'hostaler que li havia promès fer-lo cavaller, i a aquest no li queda altre remei que fer-ho (Knight of the Woeful Countenance).
Llavors Dom Quixot diu que ha d'intentar ajudar els arriers. Aldonza queda sorpresa, però després que el cavaller li expliqui que les lleis de la cavalleria obliguen que s'ha de socórrer un enemic caigut, Aldonza està d'acord i l'ajuda. Pels seus esforços, és colpejada, violada i raptada pels arriers, que abandonen l'hostal (The Abduction). Don Quixot, a la seva cambra, està feliçment pensant sobre la seva victòria, i el nou títol que l'hostaler li ha donat, i no s'adona del que li està passant a Aldonza (The Impossible Dream - first reprise).
En aquest moment, l'obra és interrompuda de cop i volta quan la Inquisició entra a la masmorra i arrossega fora a un presoner perquè sigui jutjat. El Duc es burla de Cervantes per la seva expressió de terror, i l'acusa que no encara la realitat. Això comporta una apassionada defensa de l'idealisme de Cervantes.
Tornen a l'obra de Dom Quixot (Man of La Mancha - first reprise). Dom Quixot i Sancho es troben amb un grup de gitanos ("Moorish Dance"), que s'aprofiten de la ingenuïtat de Dom Quixot i els ho prenen tot, incloent el cavall de Dom Quixot i el ruc de Sancho. Es veuen obligats a tornar a l'hostal, tot i que l'hostaler intenta no acollir-los, però finalment els ho permet per llàstima. Aldona apareix amb diversos hematomes, i Dom Quixot jura venjar-la, però ella farta li diu que la deixi sola (Aldonza). De cop i volta entra un altre cavaller, que es presenta com l'enemic mortal de Dom Quixot, L'Encantador, però que aquest cop es presenta com el "Cavaller dels Miralls". Insulta a Aldonza, i és desafiat al combat per Dom Quixot. El Cavaller dels Miralls i els seus acompanyants giren els escuts i apareixen miralls, apuntant cap a Dom Quixot (Knight of the Mirrors), per cegar-lo amb la llum del sol. El Cavaller es burla d'ell, obligant a Dom Quixot a veure's a si mateix com el món el veu: un ximple i un boig. Don Quixot es desploma, plorant. El Cavaller dels Miralls es treu el casc: en realitat es tracta del batxiller Carrasco, que ha tornat amb un pla per curar a Dom Quixot.
Cervantes anuncia que la història és acabat, com a mínim fins al punt que ha escrit, però els presoners estan descontents amb el final. Es preparen per cremar el manuscrit, quan Cervantes demana una oportunitat per fer una darrera escena.
El Governador està d'acord, i ens trobem al dormitori d'Alonso Quijano, on ha caigut en coma. Antonia, Sancho, la majordoma, el mossèn i Carrasco estan allà. Sancho intenta alegrar a Quijano (A Little Gossip). Alonso Quijano es desperta, i quan li pregunten, diu que ara ja està sa, recordant la seva època de cavaller només com un somni. S'adona que està morint, i demana al mossèn que l'ajudi a fer el testament. Mentre que Quijano comença a dictar, Aldonza entra. Ha vingut perquè s'ha adonat que no pot ser res més llevat de Dulcinea. Quan ell no la reconeix, ella canta "Dulcinea" (Dulcinea (reprise)), i l'ajuda a recordar les paraules del seu ideal ("The Impossible Dream - reprise"). De cop i volta, ho recorda tot i s'aixeca del llit, demanant la seva armadura i l'espasa per sortir una altra vegada (Man of La Mancha - second reprise). Però és massa tard: a mitja cançó, es desploma i mor. El mossèn canta un salm de difunts (The Psalm). Però Aldonza ara creu que, per a ella, Dom Quixot sempre viurà: "Un home ha mort. Semblava un bon home, però jo no el coneixia... Dom Quixot no ha mort. Creu-me, Sancho, creume.". Quan Sancho la crida pel nom, ella replica "El meu nom és Dulcinea".
La Inquisicó entra per portar a judici a Cervantes, i els presoners, trobant-lo innocent, li tornen el seu manuscrit. És, evidentment, la seva (encara inacabada) novel·la "Don Quixot de La Manxa". Mentre que Dom Quixot i el seu criat surten per anar al judici, els presoners canten The Impossible Dream

## Números Musicals
- Overture
- Man of La Mancha - Don Quixot, Sancho
- Food, Wine, Aldonza! - Mulers
- It's All the Same - Aldonza
- Dulcinea - Don Quixot
- I'm Only Thinking of Him - Padre, Majordoma & Neboda
- We're Only Thinking of him - Carasco, Padre, Majordoma & Neboda
- The Missive - Sancho
- I Really Like Him - Sancho
- What Does He Want of Me? - Aldonza
- Little Bird, Little Bird - Mulers
- Barber's song - Barber
- Golden Helmet of Mambrino - Don Quixot, Sancho & Barber
- To Each His Dulcinea - Padre
- The Impossible Dream - Don Quixot
- The Combat (instrumental) - orquestra
- The Dubbing – Hostaler, Hostalera, Aldonza & Sancho
- Little Bird, Little Bird (reprise)
- The Abduction - Mulers
- The Impossible Dream (reprise) - Don Quixot
- Man of La Mancha (reprise) - Don Quixot
- Moorish Dance (instrumental) - Moros
- Aldonza - Aldonza
- Knight of the Mirrors - orquestra
- A Little Gossip - Sancho
- Dulcinea (reprise) - Aldonza
- The Impossible Dream (reprise) - Aldonza & Don Quixot
- Man of La Mancha (reprise) - Don Quixot, Aldonza & Sancho
- The Psalm - Padre
- Finale Ultimo: The Impossible Dream (reprise) - Companyia

## Produccions en altres llengües

### Castellà
- La producció original en castellà s'estrenà el 1966 a Madrid, protagonitzada per Nati Mistral com Aldonza. Columbia Records publicà un disc amb 4 cançons: The Impossible Dream, Dulcinea, Little Bird, i What Do You Want From Me.
- La producció original mexicana s'interpretà entre 1969-1970 al Teatro Manolo Fábregas, amb Nati Mistral reprenent el seu paper d'Aldonza, Claudio Brook com Quixot/Cervantes, i Oscar Pulido com Sancho. El disc del musical va ser publicat per MCA/Decca, i posteriorment va ser reeditat per Honda Music International en format CD.
- El 1998 José Sacristán i Paloma San Basilio protagonitzaren un aclamat revival al Teatro Lope de Vega de Madrid, sota el títol de El Hombre de la Mancha.[17] EMI-Odeón publicà un doble CD amb la banda sonora, enregistrat en viu al teatre. La producció es traslladà al Barcelona Teatre Musical.

### Francès
- L'11 de desembre de 1968 s'estrenà al Théâtre des Champs-Élysées una adaptació en francès. El cantautor belga Jacques Brel va fer l'adaptació i la va protagonitzar (sent l'única vegada en que ha adaptat cançons escrites per d'altres o que ha aparegut en un escenari teatral). Joan Diener repetí el seu paper com Aldonza (tot i que aquest cop cantant en francès).[13][18] Es va realitzar un enregistrament, publicat el 1968 sota el títol L'Homme de la Mancha.[19]
- El 1998-99 es realitzà una altra versió en francès basada en la traducció de Brel, produïda a Lieja i protagonitzada per José van Dam.[20]

### Hebreu
Giora Godik va realitzar una producció en hebreu a Tel-Aviv el 1967.

### Japonès
Una producció en japonès titulada "The Impossible Dream" va produir-se a Tokio, protagonitzada per Matsumoto Kōshirō IX (sota el nom d'Ichikawa Somegorō VI).

## Premis i nominacions

### Producció original de Broadway
| Any  | Premi      | Categoria                            | Nominat                      | Resultat  |
| ---- | ---------- | ------------------------------------ | ---------------------------- | --------- |
| 1966 | Premi Tony | Millor Musical                       | Millor Musical               | GUANYADOR |
| 1966 | Premi Tony | Millor Actor Protagonista de Musical | Richard Kiley                | GUANYADOR |
| 1966 | Premi Tony | Millor Direcció de Musical           | Albert Marre                 | GUANYADOR |
| 1966 | Premi Tony | Millor Banda Sonora                  | Mitch Leigh i Joe Darion     | GUANYADOR |
| 1966 | Premi Tony | Millor Coreografia                   | Jack Cole                    | nominat   |
| 1966 | Premi Tony | Millor Escenografia                  | Howard Bay                   | GUANYADOR |
| 1966 | Premi Tony | Millor Vestuari                      | Howard Bay i Patton Campbell | nominat   |

### Revival de Broadway de 1977
| Any  | Premi            | Categoria                        | Nominat       | Resultat |
| ---- | ---------------- | -------------------------------- | ------------- | -------- |
| 1978 | Premi Drama Desk | Actor Més Destacat en un Musical | Richard Kiley | nominat  |

### Revival de Broadway 2002
| Any  | Premi            | Categoria                               | Nominat                                 | Resultat |
| ---- | ---------------- | --------------------------------------- | --------------------------------------- | -------- |
| 2003 | Premi Drama Desk | Revival de Musical Més Destacat         | Revival de Musical Més Destacat         | nominat  |
| 2003 | Premi Drama Desk | Actor Més Destacat en un Musical        | Brian Stokes Mitchell                   | nominat  |
| 2003 | Premi Tony       | Premi Tony al Millor Revival de Musical | Premi Tony al Millor Revival de Musical | nominat  |
| 2003 | Premi Tony       | Millor Actor Protagonista de Musical    | Brian Stokes Mitchell                   | nominat  |
| 2003 | Premi Tony       | Millor Actriu Protagonista de Musical   | Mary Elizabeth Mastrantonio             | nominat  |